# Anne Harrington
Anne Harrington (* 20. Juni 1960) ist eine Wissenschaftshistorikerin und Direktorin des Instituts für Wissenschaftsgeschichte an der Harvard University. Ihre Fachgebiete umfassen die Geschichte der Psychiatrie, der Neurowissenschaften und der Psychologie. Dabei konzentriert sie sich überwiegend auf das späte 19. und das 20. Jahrhundert.

## Leben
Harrington erwarb ihren PhD 1986 an der Oxford University und hatte im folgenden Forschungspositionen am Wellcome Institute for the History of Medicine in London und an der Albert-Ludwigs-Universität Freiburg inne. Sie ist im Board des Mind and Life Institutes und Mitherausgeberin der Zeitschrift Biosocieties.

## Werk
In Reenchanted Science: Holism in German Culture from Wilhelm II to Hitler analysiert Harrington das Ganzheitsdenken in den Wissenschaften der Zwischenkriegszeit, das eine Mechanisierung und Entzauberung der Welt durch die modernen Naturwissenschaften behauptete. Nach Harrington kann der zeitgenössische Holismus im deutschsprachigen Raum nicht als homogene Bewegung verstanden werden. Neben einem nationalistischen Irrationalismus wurde das Ganzheitsdenken ebenfalls von liberalen Wissenschaftlern etwa im Rahmen der Gestaltpsychologie und der Neuropsychologie Kurt Goldsteins aufgegriffen. Der Zusammenhang von wissenschaftskritischem Ganzheitsdenken und nationalsozialistischer Ideologie bedürfe daher einer differenzierten Darstellung.
In weiteren Publikationen beschäftigt sich Harrington mit der Geschichte der Erforschung der Hemisphärenstruktur des Gehirns, des Placebo-Effekts und der Meditation.